# یواس‌ان‌اس میشن سن کارلوس (تی-ای‌او-۱۲۰)
یواس‌ان‌اس میشن سن کارلوس (تی-ای‌او-۱۲۰) (به انگلیسی: USNS Mission San Carlos (T-AO-120)) یک کشتی بود که طول آن 524 ft (160 m) بود. این کشتی در سال ۱۹۴۴ ساخته شد.